# 石田栄章
石田 栄章（いしだ えいあき、1945年7月16日 - ）は、岡山県出身の元競艇選手。

## 来歴
村田瑞穂と同期の18期生としてデビューし、1972年の第7回鳳凰賞競走（福岡）では優出して2着に入ったが、後には武田章・万谷章・古谷猛・原由樹夫と共に「一般戦の鬼」 と呼ばれるようになる。
1994年の第4回GC決定戦競走（住之江）では準優勝戦に進出し、道中で同郷の林通と競り合ったが、最後は突き放されて優出を逃している。
1998年2月18日の桐生一般戦「第30回日刊スポーツ杯争奪レース」では栗原孝一郎を含む4艇がフライングした優勝戦を勝利し、1999年には12月13日の戸田一般戦「日本財団会長賞競走」で優勝。
2000年3月26日の平和島一般戦が最後の優勝、2006年3月5日の丸亀「一般競走」が最後の優出となった。
2006年9月21日の三国「一般競走」初日8Rで倉谷和信・淺香登らを抑えて逃げ切ったのが最後の勝利、翌22日の2日目5R（1号艇2コース進入3着）が最後の出走となり、その後の8Rを事前欠場し、同年限りで現役を引退。